# Ahmed Maher (activist)
Ahmed Maher (Arabisch: أحمد ماهر, Ahmad Mahir) (Alexandrië, 2 december 1980), is een Egyptisch activist. Hij is een van de oprichters van de 6 aprilbeweging die hij sindsdien tot oktober 2013 leidde. Hij  mobiliseerde veel demonstranten voor verscheidene protesten via de sociale media en is een van de organisatoren achter de Egyptische Revolutie van 2011. Op 22 december 2013 werd hij op grond van een nieuwe wet veroordeeld tot drie jaar gevangenisstraf, omdat hij eerder dat jaar had geprotesteerd tegen de komst van die wet.

## Biografie
Maher studeerde civiele techniek aan de Universiteit van Zagazig die toen nog gevestigd was in Shubra El Khema, tegenwoordig een stadsdeel van Caïro. Tijdens zijn studie specialiseerde hij zich in stedenbouwkundige planologie.

### Politieke betrokkenheid
Nog tijdens zijn studie groeide zijn afkeer tegen het hoger onderwijssysteem en over het arbeidsmarktbeleid van de regering, vanwege een grote mate aan "slechte planning en wanorde." Verder zag hij dat de Moslimbroederschap de enige georganiseerde beweging was op de universiteit. De broederschap protesteerde volgens hem echter alleen tegen regionale en internationale thema's, zoals tegen de Israëlische bezetting van Palestijnse Gebieden en de Amerikaanse bezetting van Irak na de Irakoorlog, maar nooit tegen het regime van president Moebarak. In deze tijd begon Maher ideeën te ontwikkelen om een beweging op te zetten met regimegerichte kritiek.
In 2004 werd hij lid van de politieke beweging Kefaya en onder andere demonstreerde hij mee tegen de regering. In juli 2005 werd hij voor het eerst opgepakt; toen hij een paar maanden later nogmaals opgepakt werd, bleef hij meteen gedurende drie maanden vastzitten. Door het brute geweld van de politie en de veiligheidskrachten, bedacht hij zich dat er een andere vorm van protest moest komen die meer effect had. Nog hetzelfde jaar verliet hij Kefaya.

### Staking in Mahalla en oprichting 6 aprilbeweging
Rond het einde van 2005 zette hij een weblog op met kritiek op het regime. Ondertussen kondigden textielarbeiders in Mahalla een staking aan op 6 april 2006. Maher besloot de staking te steunen en in de aanloop ernaartoe richtte hij in maart met enkele anderen de 6 aprilbeweging op. Toen de staking die dag begon, ondersteunde de groep de staking op allerhande sociale media, zoals Facebook, YouTube, Twitter en weblogs, maar ook door middel van berichten via e-mail en sms. Ze riepen op om niet naar het werk en de universiteit te gaan die dag, maar om te gaan staken. Aan de leus "Blijf thuis!" werd massaal gehoor gegeven en landelijk bleven veel straten, bedrijven en scholen leeg. Rond 80.000 aanhangers protesteerden die dag tegen de stijgende voedselprijzen en meer.
De Facebookpagina, die hij op 23 maart met Israa Abdel Fattah was begonnen, had binnen enkele uren 3.000 volgers en 70.000 na tien dagen. Nog de dag van de staking, werden Fattah en haar vriendin opgepakt, wat tot grote woede leidde in de sociale media. Maher, de enige andere beheerder, zette de Facebookpagina voort vanuit internetcafés, terwijl hij 's nachts in zijn auto sliep. Dit hield hij vol tot hij een maand later, op 6 mei, werd opgepakt. Hij werd naar de staatsveiligheidsdienst gebracht die hem drie dagen onophoudelijk martelde en ondervroeg.

### Protesten en mobilisatie via sociale media
Ook erna ging hij door met het mobiliseren van demonstranten en het publiek maken van regimekritiek via sociale media, en deed hij zelf ook mee aan de demonstraties. Ondertussen groeide het aantal volgelingen van de Facebook-pagina tot honderdduizenden, terwijl het aantal demonstranten op de locaties relatief klein was, vooral nadat hij foto's online had gezet van zijn littekens die hij aan de drie dagen lange marteling had overgehouden. Na protestacties in woonwijken werden telkens minstens drie leden van de 6 aprilbeweging opgepakt. Verder verloor Maher verschillende malen zijn baan nadat de veiligheidsdienst daar bij zijn werkgevers op aan had gedrongen.

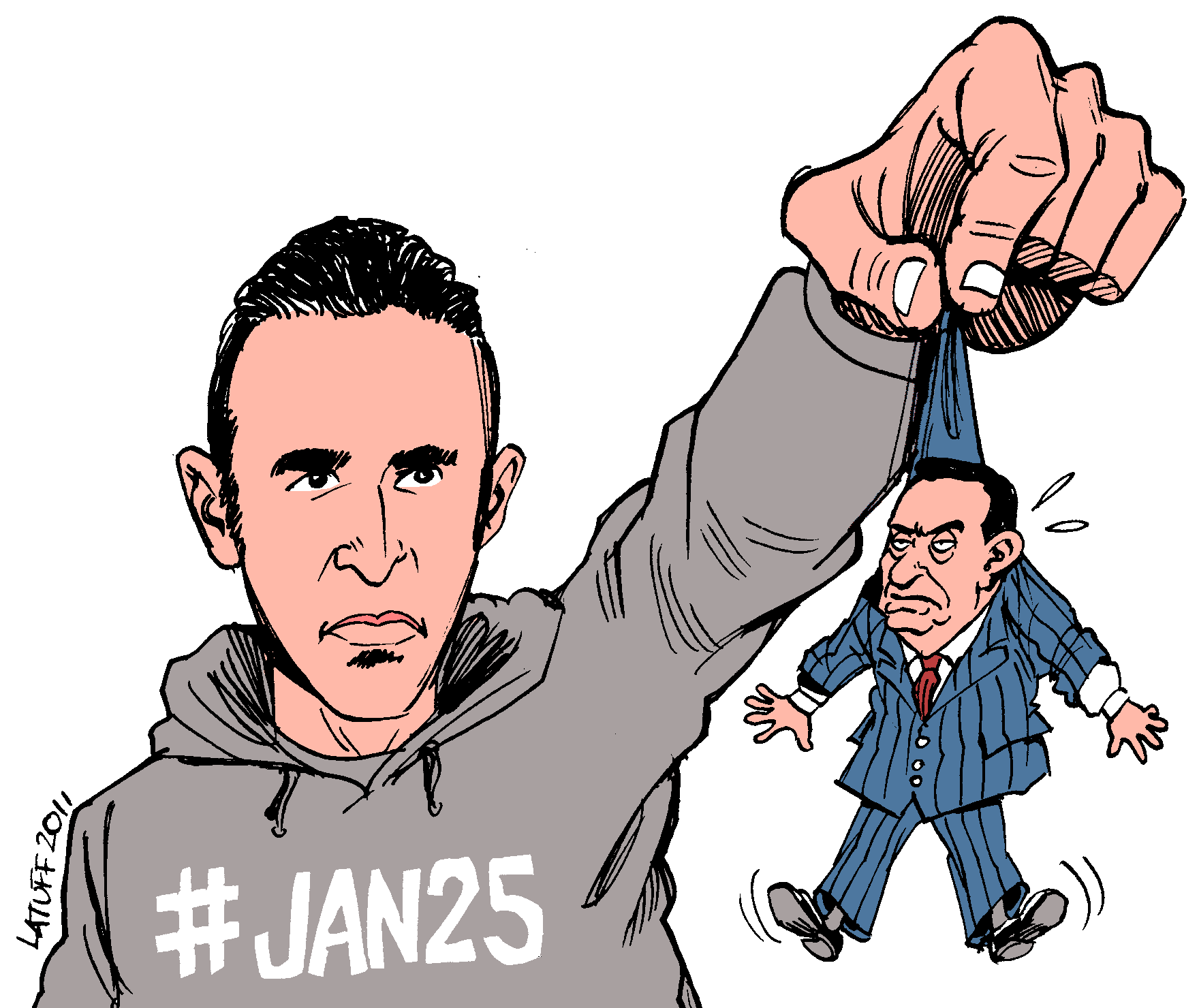
Moebarak in de greep van martelaar Khaled Said; Latuff

Op een jubileummanifestatie op 6 april 2010, waaraan 4.000 demonstranten deelnamen reageerde de politie met zo excessief veel geweld, dat het Maher deed beseffen dat demonstraties in het centrum van Caïro niet meer mogelijk waren. Op 6 juni 2010 volgde de brute moord op Khaled Said door politieagenten, die landelijk woede opwekte en een golf van verontwaardiging veroorzaakte in de sociale media. Hoewel de 6 aprilbeweging niet de organisatie in handen had van de protesten die daarop volgden, hielp Maher wel mee in de organisatie ervan.
Naast het politiegeweld was er nog een tweede probleem, namelijk de tegenvallende reële impact van de acties op straat. Maher, maar ook andere leden van de beweging, besloten daarom de succesverhalen van politieke bewegingen in andere landen te bestuderen. Verder werd samenwerking gezocht en veelvuldig in cafés overlegd met andere groeperingen zoals de Moslimbroederschap-jongeren, de campagne ter ondersteuning van Mohammed el-Baradei, de Democratisch Front Partij, de Socialistische Unie-jongeren en met Wael Ghonim, de beheerder van de Facebook-pagina We zijn allemaal Khaled Said. Ze maakten afspraken over onder meer het spreiden van de acties over geheel Caïro en die niet te concentreren op het Tahrirplein.

### De revolutie van 2011

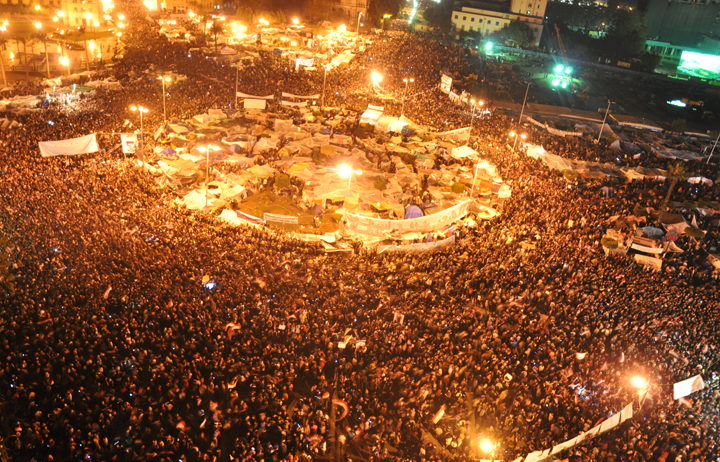
Het Tahrirplein tijdens de Egyptische Revolutie

Op 17 december 2010 stak Mohammed Bouazizi in Tunesië zich in brand als protest tegen de leefomstandigheden; hij overleed aan zijn verwondingen op 4 januari 2011. Zijn dodelijke protestactie werd het startsein van de Jasmijnrevolutie, waarbij president Ben Ali zich op 14 januari gedwongen zag af te treden. Op 17 en 18 januari volgden vergelijkbare zelfverbrandingen in Egypte die in verband werden gebracht met de succesvolle Jasmijnrevolutie in Tunesië. Ondertussen maakten verschillende groeperingen zich op om de nationale feestdag op 25 januari uit te roepen tot een dag van nationale actie. De steun voor een revolutie zoals deze in Tunesië had plaatsgevonden werd openlijk geuit door onder meer El Baradei, de winnaar van de Nobelprijs voor de Vrede in 2005.
In aanloop naar 25 januari waren een half miljoen pamfletten verspreid waarin werd opgeroepen voor een regimewisseling. Maher werkte in deze dagen nauw samen met de andere organisaties, waarbij ze aankondigden de demonstratie te beginnen om 2 uur 's middags. In werkelijkheid begonnen de protesten al om 12 uur, waardoor de politie enkele uren later werd verrast door de al aanwezige hoge opkomst. Op 28 januari breidde de demonstratie zich uit door de aansluiting van de Moslimbroederschap en voetbalfans van Zamalek en Ahly. Net als in Tunesië leidde ook de Egyptische Revolutie tot de omverwerping van de president: op 11 februari verkondigde vicepresident Suleiman dat Moebarak was afgetreden en dat de Opperste Raad van de Strijdkrachten de macht had overgenomen. Later dat jaar erkende Maher dat het afzetten van Moebarak het meest eenvoudige deel van de revolutie was geweest en dat ze zich niet hadden voorbereid op het geven van een vervolg op een eventuele regeringswisseling.

### Na de revolutie
Op 23 juli bracht de Opperste Raad Communiqué 69 uit, waarin het enerzijds aankondigde de eisen waar te maken die het volk had geuit tijdens de revolutie, maar tegelijk ook de 6 aprilbeweging beschuldigde van het aanzetten van strijd tussen het leger en het volk. Ook werd de beweging beschuldigd van het ontvangen van geld uit en training in het buitenland.
Tijdens de verkiezingen van november 2011 tot en met januari 2012 kregen de islampartijen de meerderheid in het parlement en in juni 2012 won Mohammed Morsi, de aanvoerder van de Moslimbroederschap, de presidentsverkiezingen. Maher was een groot voorstander van het aantreden van Morsi, omdat hij democratisch gekozen was. Minder dan een jaar later was het optimisme echter verdwenen en - nadat op 17 maart 2013 journalisten en demonstranten door de politie waren aangevallen - organiseerde hij samen met oppositielid Isaac nog dezelfde maand protesten voor het huis van president Morsi.
Tijdens een bezoek aan de VS in mei 2013 noemde Maher de wijze van regeren door Morsi "verraad aan de democratie". Na terugkomst werd hij op 11 mei aangehouden op het vliegveld vanwege de protesten die hij in maart had georganiseerd tegen de minister van binnenlandse zaken. Hij werd naar een zwaarbewaakte gevangenis overgebracht en na heftige protesten uit Caïro en Washington de dag erop weer vrijgelaten.
De aanhoudende protesten van 2013 leidden uiteindelijk in juli tot de afzetting van president Morsi door generaal Sisi. In augustus werd er door aanhangers van het leger een aanklacht tegen Maher ingediend, omdat hij de afzetting van Morsi een staatsgreep had genoemd; in oktober was het onderzoek in deze zaak echter alweer gesloten. Militaire rechtszaken in de Egyptische grondwet van 2013 werden door Maher gelijkgesteld aan het plegen van verraad.
Tijdens de interne verkiezingen van oktober 2013 stelde Maher zich niet meer verkiesbaar als leider  van de 6 aprilbeweging; hij blijft wel betrokken als adviseur. Maher gaf aan dat hij fouten had gemaakt, onder meer door het Tahrirplein te verlaten nadat president Moebarak was afgetreden en door het hebben van vertrouwen in zijn gekozen opvolger Morsi. Hij werd opgevolgd door Amr Ali.

### Levenslange gevangenisstraf
Op 24 november 2013 nam hij deel aan protesten tegen de nieuwe grondwet me daarin een beperking van het recht op betogen sterk. Als gevolg werd tegen hem een arrestatiebevel uitgevaardigd. Nadat een andere demonstrant en prominent blogger, Alaa Abd el-Fattah, op 28 november op gewelddadige wijze werd opgepakt, gaf Maher zich twee dagen later vrijwillig aan.  Vergezeld door rond honderd medestanders riep hij voor de rechtbank: "Weg, weg met het militaire bewind! Ik zal op de muur van de gevangenis schrijven dat het militaire bewind schandelijk en een verraad is." Een dag later werd hij weer vrijgelaten, tientallen anderen waaronder Fattah bleven wel vastzitten.
Kort daarop werd hij opnieuw opgepakt en op 22 december 2013 werd hij samen met Ahmed Douma en Mohammed Adel veroordeeld tot drie jaar gevangenisstraf en een geldboete van ongeveer 5.500 euro. De veroordeling gebeurde op grond van de nieuwe grondwet, waartegen ze eerder dat jaar hadden geprotesteerd. Daarna, in februari 2015, werd hij samen met 230 andere activisten tot een levenslange gevangenisstraf veroordeeld. Hij kan nog in hoger beroep.